# Samvel Ter-Sahakian
Samvel Ter-Sahakian (en armeni: Սամվել Տեր-Սահակյան); 19 de setembre de 1993) és un jugador d'escacs armeni, que té el títol de Gran Mestre des de 2009.
A la llista d'Elo de la FIDE del setembre de 2016, hi tenia un Elo de 2613 punts, cosa que en feia el jugador número 8 (en actiu) d'Armènia. El seu màxim Elo va ser de 2617 punts, a la llista de gener de 2016.

## Resultats destacats en competició
Fou Campió d'Europa d'Edats de la categoria Sub10 el 2003 i de Sub18 el 2009.
Va completar els requeriments pel títol de Gran Mestre el 18 de setembre de 2008 durant el Campionat d'Europa Sub16, quan aconseguí sobrepassar els 2500 punts d'Elo, i el títol fou confirmat per la FIDE el 2009.
El 2008 en el Campionat del món Sub18, Ter-Sahakian va fer 8 punts d'11 i acabà quart després del desempat. El 2011 a Caldas Novas (Brasil), guanyà el Campionat del món Sub18.
El 2015, fou tercer al Memorial Karèn Asrian jugat a Djermuk (Armènia) amb 7 punts de 9, empatat de punts amb Mikhailo Oleksienko i Anton Kórobov. L'octubre de 2015 va participar en la Copa del Món on fou eliminat a la primera ronda per Nikita Vitiúgov amb el resultat de 1 a 3.